# Гарцильяна
Гарцильяна, Ґарцильяна (італ. Garzigliana, п'єм. Garzian-a) — муніципалітет в Італії, у регіоні П'ємонт,  метрополійне місто Турин.
Гарцильяна розташована на відстані близько 530 км на північний захід від Рима, 37 км на південний захід від Турина.
Населення — 571 особа (2014).
Щорічний фестиваль відбувається останньої неділі липня. Покровитель — Sant'Anna.

## Демографія
Населення за роками:

Станом на 1 січня 2023 року в муніципалітеті офіційно проживало 13 іноземців з 5 країн, серед них 10 громадян країн Євросоюзу.

## Сусідні муніципалітети
- Брикеразіо
- Кавур
- Мачелло
- Озаско
- Пінероло